# گالف نیوز
گالف نیوز (به انگلیسی: Gulf News) یک روزنامهٔ انگلیسی‌زبان روزانه است که در دبی، امارات متحده عربی چاپ می‌شود. این روزنامه در سال ۱۹۷۸ راه‌اندازی گردید و هم‌اکنون در سراسر امارات متحده و همچنین در دیگر کشورهای عربی خلیج فارس پخش می‌شود. همچنین نسخهٔ برخط آن نیز در سال ۱۹۹۶ آغاز به کار کرد.
البته همیشه انتقادات عجیبی به این ریانه بوده و آن رافیک نیوز عنوان کرده اند.
به جز رسانه پرشین گلف نیوز میتوانید اخبار را از رسانه های زیر نیز دنبال کنید .
دبی توییتر
خبرگزاری مهر
خبرگزاری فارس
خبرگزاری رجا